# Gyula Tóth (lekkoatleta)
Gyula Tóth (ur. 12 kwietnia 1936 w Túrkeve, zm. 2 listopada 2006 w Ózd) – węgierski lekkoatleta specjalizujący się w biegach długodystansowych, dwukrotny uczestnik letnich igrzysk olimpijskich (Meksyk 1968, Monachium 1972).

## Sukcesy sportowe
- sześciokrotny mistrz Węgier w biegu maratońskim – 1966, 1967, 1968, 1969, 1970, 1972[1]

| Rok  | Miasto    | Zawody               | Konkurencja | Wynik         |
| ---- | --------- | -------------------- | ----------- | ------------- |
| 1966 | Budapeszt | mistrzostwa Europy   | maraton     | brązowy medal |
| 1968 | Meksyk    | igrzyska olimpijskie | maraton     | 24. miejsce   |
| 1972 | Monachium | igrzyska olimpijskie | maraton     | 27. miejsce   |

## Rekordy życiowe
- bieg maratoński – 2:14:59 – Karl-Marx-Stadt 19/05/1968